# Pelchenhofen

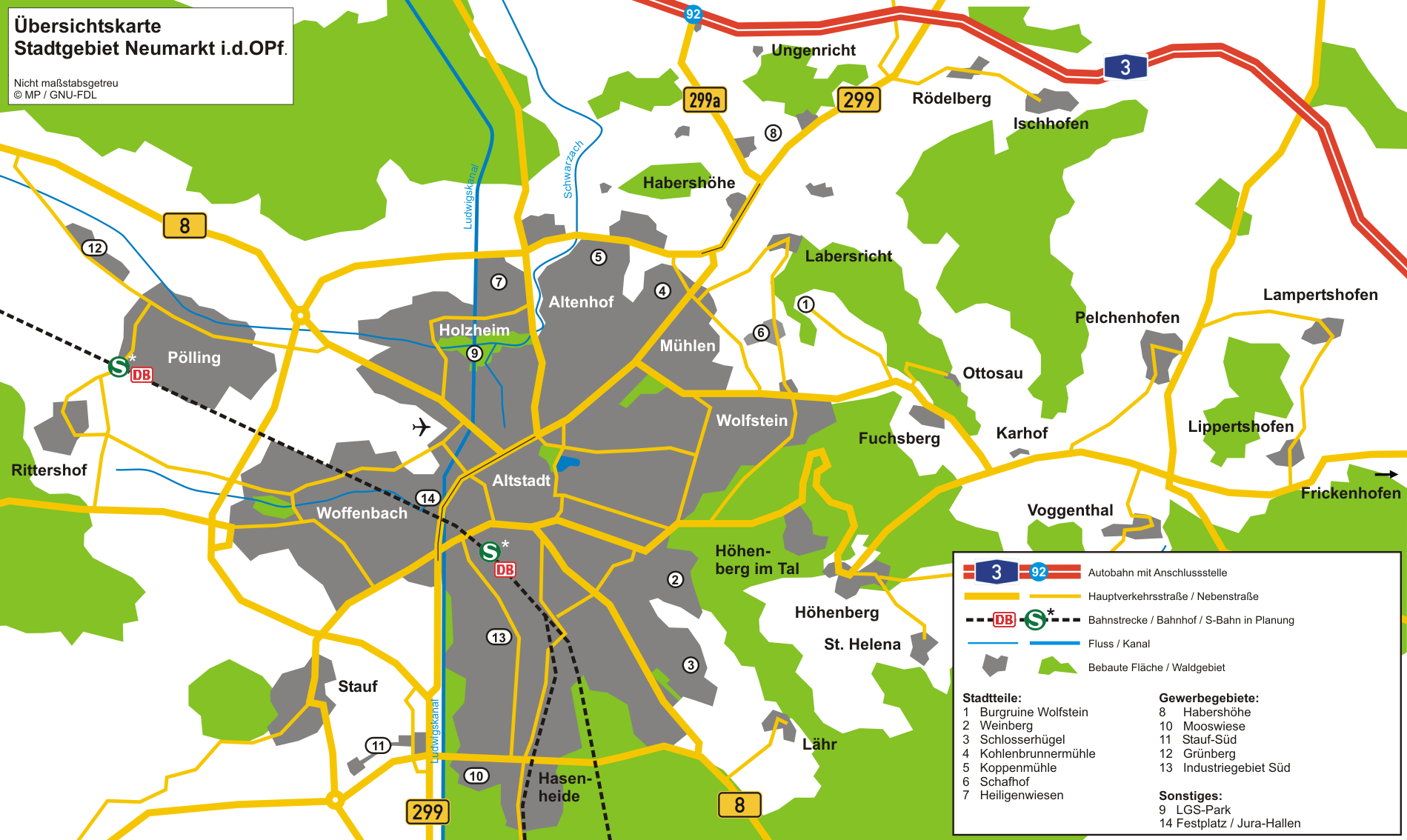
Stadtgebiet Neumarkt

Pelchenhofen ist ein Gemeindeteil der Großen Kreisstadt Neumarkt in der Oberpfalz.

## Geografische Lage
Die Ortslage Pelchenhofen befindet sich östlich der Stadt Neumarkt, in unmittelbarer Nähe der Europäischen Hauptwasserscheide Nordsee – Schwarzes Meer, welche die Ortslage nur wenige Meter im Norden, Osten und Süden umschließt. In der Ortslage selbst beginnt der Ottosauerbach, (linker Zufluss der Pilsach, welche ein rechter Zufluss der Vorderen (nördlichen) Schwarzach darstellt) und somit zum Einzugsgebiets des Mains gehört. Jenseits der in unmittelbarer Nähe der Ortslage befindlichen Hauptwasserscheide sind im Osten der Lampertshofner Bach und im Süden bei Voggenthal die Unterbürger Laber, welche beide zum Einzugsgebiet der Donau gehören.
Die Nachbarorte von Pelchenhofen sindː Im Nordosten Lampertshofen, im Südosten Lippertshofen, im Süden Voggenthal, im Westen Karhof, Ottosau und Fuchsberg.

## Geschichte
Das Pfarrdorf wurde durch die Gebietsreform am 1. Juli 1972 neben den Gemeinden Helena, Holzheim, Labersricht, Lippertshofen, Mühlen und Pölling sowie Teilen der aufgelösten Gemeinden Stauf und Woffenbach eingegliedert. Das Stadtgebiet von Neumarkt in der Oberpfalz wurde damit erheblich erweitert.
Die Kirche, mit dem Patrozinium St. Ägidius, gehört zur Pfarrei Heilig Kreuz.
Die Gemarkung Pelchenhofen umfasst eine Fläche von circa 715 Hektar.